# Joaquín Romero y Morera
Joaquín Romero y Morera (Villanueva del Fresno, 1833-Villagarcía de Arosa, 1912) fue un escritor, periodista y profesor español.

## Biografía
Nacido el 17 de noviembre de 1833 en Villanueva del Fresno, en el seno de una familia acomodada, a la edad de dieciséis años vio desaparecer la fortuna de sus padres. La quinta de 1854 le llamó al servicio de las armas y se desempeñó como primer escribiente en la Capitanía general de Extremadura. En Badajoz probó dos años académicos de matemáticas en el Instituto, uno de física y ciencias naturales en el seminario de San Athon, y otros dos en la Normal de Maestros. Se le llamó al Ministerio de la Guerra, y de allí pasó de auxiliar a la Dirección general de Sanidad militar. Estudió también dos años estudiados en la Normal Central del Reino. En aquella época explicaba ya matemáticas en la academia de Isidro Giol y Soldevilla, y se preparaba para pasar a los cuerpos facultativos del ejército, cuando se vio obligado a tomar su licencia absoluta, a causa de sus ideas liberales.
Amigo de Carlos Rubio y del general La Torre, colaboró en algunos periódicos de Madrid. Se estableció en la calle del Lobo al frente de un colegio de estudios preparatorios para carreras especiales, el que, por problemas de salud, tuvo que abandonar en 1864, pasando a Badajoz. Poco después hizo oposiciones a la regencia de la Escuela Normal de Maestros, siendo luego secretario del comité radical desde 1868 hasta la Restauración. Durante esta época fue director del Semanario Extremeño, periódico de los maestros, en que publicó textos como la Teoría del verbo. Fue redactor de  La Fusión, que publicaba el comité radical, además de colaborar en El Eco de Extremadura y El Faro. En la década de 1880 dirigía El Boletín del Magisterio. Publicista y escritor pedagógico, fue presidente de la Sociedad de Maestros de Badajoz, en 1866 se esforzó para el planteamiento de una escuela de adultos que, sostenida de fondos propios, fue tres años más tarde patrocinada por el ayuntamiento. Más adelante fue director de la Escuela Normal de Maestros de Pontevedra. Falleció en 1912 en Villagarcía.
Fue autor de libros de primera enseñanza. Entre sus publicaciones se encontraron títulos como Breves definiciones de historia general y de España, y los más particulares sucesos de la de Badajos (Badajoz, 1878), Nociones de aritmética, Definiciones de geometría, ciencias físicas y naturales y agricultura, La Florista de los salones, ó manual de las señoritas para hacer flores artificiales (traducido del francés), Tablas de equivalencias y reglas más precisas para las reducciones entre el sistema de Castilla y el métrico decimal y Análisis lógico de Chapsal (traducción del francés). También trabajó textos como unos Detalles histórico-geográficos de Badajoz y principales pueblos de la provincia, Apuntes biográficos de los señores prelados pacenses, Nociones de física, Nociones de gramática y ortografía castellana y una  Biografía del Ilmo. Sr. D. Nicolás Díaz y Perez, cronista extremeño. Mostró interés por los estudios históricos, recopilando datos para escribir un libro sobre la historia de la ciudad de Badajoz.